# 川江康太
川江 康太（かわえ こうた、4月10日 - ）は、日本の漫画家。富山県出身。

## 来歴
2019年、当時25歳で「旅立ちの夜」で第25回JUMP新世界漫画賞佳作＆超新星賞を受賞。
「初めての竜肉」を『ジャンプGIGA』（集英社）2020 SUMMERに掲載。
2022年、『週刊少年ジャンプ』（同社）2023年24号より「鵺の陰陽師」を連載開始。

## 人物
趣味・特技は書店巡り
、コンビニ。
担当編集の浅井によるとオリジナルな世界観を持ちながら努力家で謙虚、それでいてユーモアを絶やさない人物であるという。

## 作品リスト

### 連載
- 鵺の陰陽師（『週刊少年ジャンプ』2023年24号[5] - 連載中）

### 読み切り
- 旅立ちの夜（『少年ジャンプ+』2019年6月17日[3]、『ジャンプGIGA』2019 SUMMER vol.3掲載[7]） - 第25回JUMP新世界漫画賞佳作＆超新星賞[2][7]。
- 初めての竜肉[4]（『ジャンプGIGA』2020 SUMMER）
- 瑕疵陰陽大戦[8]（『ジャンプGIGA』2020 AUTUMN）
- ツクモギリライフ（『週刊少年ジャンプ』2021年8号[9]）
- サモンズR（『週刊少年ジャンプ』2022年9号[10]） - 「ジャンプ・ショート・フロンティア」参加作品[11]。
- 鵺ん家（『週刊少年ジャンプ』2022年15号[12]）

### 書籍
- 『鵺の陰陽師』、集英社〈ジャンプ コミックス〉2023年 - 、既刊10巻（2025年7月4日現在）